# IT-forensiker

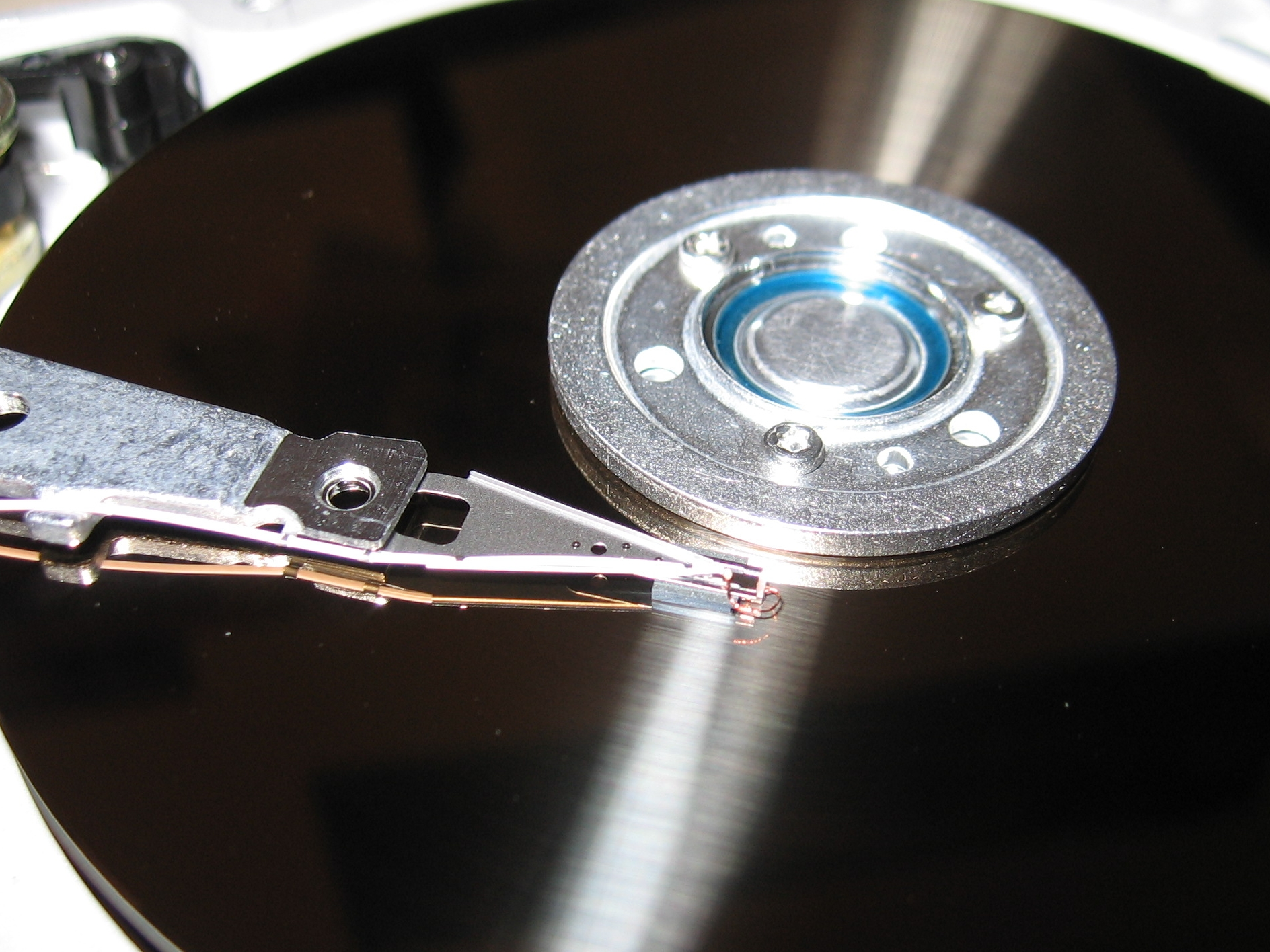
Hårddisk i närbild.

IT-forensiker är inom myndigheter IT-världens motsvarighet till kriminaltekniker. Dessa kan ha som uppgift att säkra bevis i form av digitala bilder, texter och andra spår från bland annat digitala lagringsmedier, datorer, telefoner, GPS-mottagare eller annan teknisk utrustning.
Bland använda metoder finns avancerad filextrahering (file carving), resultatvärdering, nätverkstrafikanalys, logganalys, steganografi, kryptologi, analys av RAM-innehåll och skadlig kod samt reverse engineering.
IT-forensiker i Sverige arbetar mestadels för Försvarsmakten, Tullverket, Ekobrottsmyndigheten och polisväsendet, som har ett hundratal anställda IT-forensiker.  IT-forensiker finns även vid Nationellt forensiskt centrum (NFC) i Linköping , Säkerhetspolisen (Säpo) och Totalförsvarets forskningsinstitut (FOI). 
IT-forensiker finns även inom den privata sektorn, till exempel hos storföretag som jobbar med interna utredningar och hos revisionsbyråer.  
En förgrening till yrket inom rättsväsendet är IT-brottsutredare som kan medverka vid utredningar av IT-relaterad brottslighet.
Det finns ett flertal privata företag som arbetar med it-forensiska undersökningar för privatpersoner. En vanlig uppgift är att återskapa raderad information.
I större delar av världen arbetar den privata sektorn med en enklare variant av IT-forensik kallad E-Discovery. 

## Utbildning
I Sverige finns högskoleutbildningar i IT-forensik, nätverksforensik, informationssäkerhet och digital forensik vid Högskolan i Skövde, Högskolan i Halmstad samt vid Stockholms universitet.